# Селім Рауф Сарпер
Селім Рауф Сарпер (тур. Selim Rauf Sarper; 14 червня 1899, Стамбул — 11 жовтня 1968, Анкара) — турецький дипломат і політик. Міністр закордонних справ Туреччини (1960—1962). Постійний представник Туреччини при Організації Об'єднаних Націй (1947—1957).

## Життєпис
Народився 14 червня 1899 року в Стамбулі. Закінчив факультет права в Берлінському університеті та юридичний факультет Університету Анкари.
З 1923 року викладав французьку мову в одній зі школи Адани, потім працював у незалежному трибуналі. У 1927 році отримав посаду перекладача в Міністерстві закордонних справ Туреччини.
У 1928—1929 рр. — віце-консулом в Одесі (УРСР).
У 1929—1931 рр. — третій секретар в посольства Туреччини в СРСР.
У 1931—1933 рр. — другий секретар в посольства Туреччини в СРСР.
У 1933—1944 рр. — служив при консульствах в Комотіні (Греція), Одесі (УРСР) і Берліні (Німеччина).
У 1944—1946 рр. — Надзвичайний і Повноважний Посол Туреччини в СРСР.
У 1946—1947 рр. — Надзвичайний і Повноважний Посол Туреччини в Італії
У 1947—1957 рр. — Постійний представник Туреччини при Організації Об'єднаних Націй
У 1957—1960 рр. — постійний представник Туреччини при НАТО.
28 травня 1960 по 16 лютого 1962 рр. — Міністр закордонних справ Туреччини.
У 1961 році обирався до Великого національного зібрання, у 1965 році був переобраний.
11 жовтня 1968 року він помер у Анкарі, його тіло було поховане у Стамбулі.